# Misa (Iecava)
Die Misa ist ein Fluss in Lettland. 
Der Ursprung des Flusses befindet sich im Gebiet der Gemeinde Valle. Flussgefälle und Strömung sind eher gering mit zahlreichen Sumpfgebieten, Torfstichen etc. im Verlauf. Bei Ozolnieki mündet die Misa in die Iecava.  